# Bibliothek des allgemeinen und praktischen Wissens
Die Bibliothek des allgemeinen und praktischen Wissens, Zum Studium und Selbstunterricht in den hauptsächlichsten Wissenszweigen und Sprachen ist ein thematisch gegliedertes, mehrbändiges Nachschlagewerk in deutscher Sprache. Es wurde um 1910 und in den Folgejahren mehrfach verlegt und von Emanuel Müller-Baden herausgegeben. An dem Werk sind zahlreiche Autoren beteiligt.
Die Auflage des Jahres 1912 weist 91. bis 100. Tausend Exemplare aus. Es ist in diesem Jahr in 6 Bänden im Deutschen Verlagshaus Bong & Co erschienen und wurde von Grumbach in Leipzig gedruckt.
Im Geleitwort wird geschrieben, dass für die Bildung durch das Werk keine Vorkenntnisse vorausgesetzt werden.

## Zusammensetzung
Es gibt kein alphabetisches Stichwortverzeichnis wie man es von Lexika oder Enzyklopädien gewohnt ist. Für jedes Themengebiet, welches unten stehend genannt ist, gibt es für diese Abschnitte beginnend ein Inhaltsverzeichnis. Der Inhalt eines Bandes ist jeweils am Anfang des Buches ohne Seitenangabe vermerkt.
- Erster Band.
  - Allgemeine Grammatik. Grundpflege und Regeln für das moderne Sprachstudium.
  - Entwicklung, Aufbau und Gebrauch der deutschen Sprache. Sprachgeschichte – Sprachlehre – Abkunft(?) der indogermanischen Sprachen – Sprachentafel – Auffaß- und Stillehre.
  - Französische Sprache. I. Teil: Sprech- und Sprachschule – Formenlehre. II. Teil: Satzlehre – Gallizismen – Gesprächsübungen – Wörterbuch, französisch-deutsches und deutsch-französisches.
  - Englische Sprache. I. Teil: Sprech- und Sprachschule – Formenlehre – Übungen.
- Zweiter Band.
  - Kontorwissenschaft. I. Teil: Einfache Buchführung. II. Teil: Doppelte Buchführung -- Amerikanische Buchführung. III. Teil: Wechselkunde. IV. Teil: Geschäftsbetrieb.
  - Kaufmännisches Rechnen. I. Teil: Prozentrechnung – Zinsrechnung – Diskontrechnung – Termin und Münzrechnung. II. Teil: Wechselrechnung – Effektenrechnung – Warenrechnung – Arbitrage – Kontokorrente.
  - Warenkunde und Technologie. Nahrungsmittel, Fette, Drogen, Textilindustrie, Leder, Farben, Metalle, chemische Industrie, Edelsteine, Bausteine, Glas, Ton, Töpferware.
  - Lehrgang der Stenographie. I.: System Gabelsberger. II.: System Stolze-Schrey.
  - Rundschrift und Lactschrift.
- Dritter Band.
  - Arithmetik, einschließlich Algebra. I. Das Rechnen: Die vier Grundrechenarten – Die gemeinen Brüche – Dezimalbrüche – Regeldetri. II. Allgemeine Arithmetik (Algebra):positive und negative Zahlen – Algebraische Zahlen – Potenzen – Gleichungen – Proportionen – Wurzeln – Logarithmen – Zinsenszinsrechnung.
  - Planimetrie. Grundbegriffe – Drei-, Vier-, Vieleck – Kreis, Flächen usw. Anhang: Absteckungs- und Vermessungsarbeiten.
  - Stereometrie und Grundbegriffe der Projektionslehre.
  - Trigonometrie.
  - Elemente der Kegelschnitte. Ellipse, Hyperbel, Parabel.
  - Die Grundlagen der Physik. I. Teil: Mechanik. II. Teil: Elektrizität – Elektrotechnik.
  - Die Grundlagen der Chemie. I. Teil: Anorganische Chemie. II. Teil: Organische Chemie.
  - Photographie. Geschichte – Technik – Anwendung.
  - Industrie, Technik und Verkehr. Die Kraftmaschinen – Arbeitsmaschinen.
- Vierter Band.
  - Mineralogie und Geologie. Kristallographie – Mineralien – Allgemeine Geologie – Historische Geologie – Paläontologie – Erdzeitalter.
  - Himmelskunde. Sonnensystem – Kometen und Meteore, Fixsterne.
  - Witterungskunde. Meteorologische Elemente, Wettervorhersage.
  - Botanik. Geschichte, äußerer und innerer Bau, Lebender Pflanzen.
  - Zoologie. Geschichte, Stämme des Tierreichs.
  - Der Aufbau des menschlichen Organismus auf Grund seines natürlichen Werdeganges.
  - Der Bau des menschlichen Körpers (zerlegbares Modell des männlichen Körpers).
  - Allgemeine und spezielle Lebenslehre (Physiologie).
  - Gesundheitslehre (Hygiene). Erhaltung und Weiterentwicklung der Art – Erziehung – Beruf, Ernährung, Kleidung, Wohnungen, Infektionskrankheiten, Tod und Beisetzung.
  - Volkswirtschaftslehre und Gesellschaftswissenschaft. Menschliche Gesellschaft, wirtschaftliche Güter, Güterzirkulation, Güterverteilung, Bevölkerungslehre, Geschichte der Volkswirtschaftslehre.
- Fünfter Band.
  - Erdkunde. A. Allgemeine Erdkunde. I. Teil: Grundlinien der mathematischen und physischen Erdkunde. II. Teil: Grundlinien der biologischen Erdkunde (Biogeographie) – Die Völker der Erde. B. Länderkunde. C. Tabelle der hauptsächlichsten Städte der Erde. D: Atlas von 42 Karten.
  - Geschichte von der ältesten Zeit bis zur Gegenwart. I. Teil: Geschichte des Altertums. II. Teil: Geschichte des Mittelalters. III. Teil: Neuere Geschichte. (Von der Reformation bis zur französischen Revolution.) IV. Teil: Neueste Geschichte. (Von der französischen Revolution bis zur Gegenwart.)
- Sechster Band.
  - Allgemeine Literaturgeschichte. I.: Allgemeine Literaturkunde (Sprache – Stil – Rhetorik – Metrik – Dichtungsarten). II.: Abriß der Weltliteratur (mit Ausnahme der deutschen, englischen und französischen Literatur). III.: Deutsche Literaturgeschichte. IV.: Englische Literaturgeschichte, englisch und deutscher Übersetzung. V.: Französische Literaturgeschichte, französisch und deutscher Übersetzung.
  - Geschichte der Musik.
  - Allgemeine Kunstgeschichte. Architektur – Skulptur – Malerei.
  - Einführung in die Götter- und Sagengeschichte. Religiöse Vorstellungen, Formen der Religion, Kultus.
  - Germanische Götter- und Sagengeschichte. Religionsanschauungen. Gottheiten.

## Autoren mit Tätigkeitsbereich
L. Bauer, Arzt und Privatdozent an der Königlich technischen Hochschule, Stuttgart; Gustav Blumschein, Cöln; Bruno H. Bürgel, Astronom, Berlin; Paul Christaller, Stuttgart; Fried. Claussen, Direktor der Handelsschule zu Dessau, früher Direktor der Amthorschen höheren Handelslehr-Anstalt, Gera; J. H. Dale, Professor of Education at Mc Gill University, Montreal, Canada, früher Extension Professor in Oxford; Oskar Damm, Leipzig; Louis U. Fischer, Lehrer an der Handelsschule zu Dessau, früher Lehrer an der Amthorschen höheren Handelslehr-Anstalt, Gera; F. Fraenckel, Assistent am Chemischen Laboratorium der Universität Heidelberg; Bankier Martin Heberlein, Eisenach; Ch. Hewelt, Charlottenburg; H. Klaatsch, Professor an der Universität Breslau; J. Knittel, Schwerin; Henri Laurent, Officier d'Académie, Professeur à l'Ecole Primaire Supérieure, Amiens; Hugo Müller, Berlin; Albert Neuburger, Berlin; Alb. Neupert, Reichstag-Stenograph, Berlin; M. Pietsch, Handelslehr-Anstalt, Leipzig; Friedlieb Rausch, Frankfurt a. M.; Fritz Regel, o. ö. Professor der Geographie an der Universität Würzburg; Musikschriftsteller Theo Schäfer, Frankfurt a. M.; Hermann Schaeffer, Leipzig; Otto Schulz, Leipzig; Geophysiker August Sieberg, technischer Sekretär der Kaiserlichen Hauptstation für Erdbebenforschung, Strassburg i. E.; Regierungsbaumeister R. Spalckhaver, Elberfeld; Robert Sperber, Mitglied des amtlichen Stenographischen Büros des Preussischen Abgeordnetenhauses, Berlin; Edward Stilgebauer, Frankfurt a. M.; F. Strecker, Breslau; E. Teichmann, Marburg, J. Troeger, Technische Hochschule Braunschweig; W. Varges, Kgl. Realgymnasialdirektor in Pasewalk, früher Ruhrort; Rechtsanwalt Hans Weidt, Rostock; L. Weil, Arzt und Spezialarzt für Magen-, Darm- und Stoffwechselkrankheiten, Stuttgart; H. Willgrod, öffentl. Handelslehr-Anstalt Chemnitz; Frank Wilson, Modern Language Master am Clifton College, Bristol, früher Lehrer an der Amtshorschen Höheren Handelslehr-Anstalt, Gera; J. Ziegler, Export-Akademie, Wien, u. a.

## Übersicht der Auflagen (unvollständig)
- Im Jahr 1905 gab es die Auflage Bibliothek allgemeinen und praktischen Wissens für Militär-Anwärter (zum Studium und Selbstunterricht in den hauptsächlichen Wissenszweigen und Sprachen nebst einer ausführlichen Darstellung der allgemeinen Zivilversorgungsbestimmungen und der Laufbahnen- und Besoldungsverhältnisse der Militäranwärter im Reichs- und Staatsdienste)
- Im Jahr 1910 gab es eine Auflage in fünf Bänden[1]
- Im Jahr 1912 gab es eine Auflage in sechs Bänden
- Im Jahr 1923 gab es einen Neudruck des ersten und zweiten Bandes mit dem Namen: Hand-Bibliothek des allgemeinen und praktischen Wissens : Zum Studium u. Selbstunterricht in d. hauptsächlichsten Wissenszweigen u. Sprachen[2]

## Gestaltung
Die blauen in Fadenheftung gebundenen Bücher sind bis auf beispielsweise die Teile in den Sprachabschnitten einspaltig gesetzt. Der Einband zeigt einen oval gefassten Baum auf der Vorderseite. Die Buchkanten ergeben eine Maserung, die einer Mischung aus Pflanzenformen, Luft und Wasser zeigen. Die Inhalte sind in Altdeutscher Schrift auf sepiafarbenen Papier gedruckt. Die Abbildungen sind Stiche.